# La clika de los perros
La Clika de Los Perros es el nombre del séptimo álbum independiente del rapero mexicano C-Kan en colaboración con Zimple y Quetzal. Fue lanzado en el año 2008 por el sello discográfico Mastered Trax Latino. Este material es el primer álbum del crew homónimo La Clika de Los Perros, que cambiarian su nombre en 2012 a C-Mobztas.

## Lista de canciones
| N.º   | Título                                              | Duración |  |
| 1.    | «Los del C-Klan Volvieron»                          | 4:32     |  |
| 2.    | «Andele» (feat. Peewee)                             | 3:04     |  |
| 3.    | «Esto Ya Comenzó» (feat. Buffon, Cobax Doble Dozis) | 3:49     |  |
| 4.    | «Desicienes de la Vida» (C-Kan, Quetzal)            | 3:56     |  |
| 5.    | «Dale En La Cabeza»                                 | 4:15     |  |
| 6.    | «South Sider» (feat. Luar de C4)                    | 3:44     |  |
| 7.    | «El Quiere Ser» (feat. Demolian de Doble Dozis)     | 3:04     |  |
| 8.    | «Como Quisiera»                                     | 4:12     |  |
| 9.    | «Dont Worry»                                        | 3:11     |  |
| 10.   | «Consumidores» (feat. Rasta, Buffon)                | 3:56     |  |
| 11.   | «Las Cosas No Son Como Piensan»                     | 3:51     |  |
| 12.   | «La Mano Arriba»                                    | 3:05     |  |
| 13.   | «Cuando El Tiempo Pasa» (feat. Sir)                 | 3:26     |  |
| 14.   | «Detalles del Ghetto»                               | 2:34     |  |
| 15.   | «Bajo Control»                                      | 4:34     |  |
| 52:33 |                                                     |          |  |